# Aequidens gerciliae
Espèce
Aequidens gerciliae est un poisson d'eau douce de la famille des Cichlidés qui se rencontre en Amérique du Sud.

## Description
Aequidens gerciliae mesure jusqu'à 12,8 cm pour les mâles et jusqu'à 9,7 cm pour les femelles.